# Seznam nemških violinistov
Seznam nemških violinistov.

## B
- Franz Benda
- Kolja Blacher
- Willy Burmester
- Adolf Busch

## D
- Ferdinand David

## E
- Veronika Eberle
- Heinrich Wilhelm Ernst

## F
- Johann Friedrich Fasch
- Isabelle Faust
- Karl Feininger
- Johann Fischer
- Julia Fischer (*1983)

## G
- David Garrett
- Saschko Gawriloff
- Michael Grube

## H
- Augustin Hadelich
- Thomas Hengelbrock

## J
- Joseph Joachim (madž.-nem.)

## K
- Anna Katharina Kränzlein
- Rainer Küchl

## M
- Wilhelm Bernhardt Molique
- Peter Muck
- Anne-Sophie Mutter

## P
- Heinrich Panofka
- Edith Peinemann
- Johann Georg Pisendel
- Christoph Poppen

## R
- Oskar Rieding

## S
- Fritz Seitz
- Louis Spohr
- Arabella Steinbacher

## T
- Christian Tetzlaff

## U
- Johann Otto Uhde

## V
- Franz Adam Veichtner

## W
- Antje Weithaas
- Carolin Widmann
- August Wilhelmj
- Franz Wohlfahrt

## Z
- Helmut Zacharias
- Frank Peter Zimmermann